# باركر هال
باركر هال (بالإنجليزية: Parker Hall)‏ هو لاعب كرة قدم أمريكية أمريكي، ولد في 10 ديسمبر 1916 في مقاطعة تونيكا في الولايات المتحدة، وتوفي في 8 فبراير 2005 في فيكسبيرغ في الولايات المتحدة.